# Anthony Weradet Chaiseri
Anthony Weradet Chaiseri (ur. 26 czerwca 1963 w Tha Rae) – tajski duchowny katolicki, arcybiskup Thare i Nonseng od 2020.

## Życiorys

### Prezbiterat
Święcenia kapłańskie otrzymał 21 marca 1992 i został inkardynowany do archidiecezji Thare i Nonseng. Pracował głównie jako duszpasterz parafialny. W latach 1997–1998 był wychowawcą niższego seminarium duchownego, a przez kolejne dziesięć lat pełnił funkcję jego rektora. W 2008 mianowany wikariuszem generalnym archidiecezji.

### Episkopat
13 maja 2020 papież Franciszek mianował go arcybiskupem metropolitą Thare i Nonseng. Sakry biskupiej 15 sierpnia 2020 roku udzielił mu jego poprzednik arcybiskup Louis Chamniern Santisukniram. Od marca 2021 pełni funkcję wiceprzewodniczącego tajskiej Konferencji Episkopatu.